# عراق (مقام موسیقی)

محل صداهای مقام عراق بر روی پرده‌های سازهایی مثل تار، سه‌تار و عود که با فاصلهٔ چهارم درست کوک شده‌اند.

عراق یک مقام موسیقی است. در موسیقی قدیم ایران، عراق جزء دوازده مقام اصلی بوده است. در موسیقی عربی، عراق جزء خانواده‌های اصلی مقام‌ها دانسته نمی‌شود، اما به عنوان یک از مقام‌های خانوادهٔ سه‌گاه وجود دارد.

## تاریخچه
قدیمی‌ترین اشاره به نام این مقام در قرن پنجم هجری توسط عنصرالمعالی صورت گرفته است. این مقام را به همراه مقام حجاز بیشتر در محافل عوام‌الناس می‌نواختند. صفی‌الدین ارموی این مقام را مقام خوشی (شدّاللذّة) نامیده و ابن سینا در باب این مقام معتقد بوده که بهتر است این مقام بعد از ظهر نواخته شود.
محمد بن محمود بن محمد نیشابوری اما می‌گوید این مقام را در صبح نیز می‌نوازند، و به آن مجلس‌افروز می‌گویند. همچنین می‌گوید در نیمه شب نیز به‌همراه مخالفک و نهاوند، عراق را نیز می‌نوازند. (مخالفک مقامی مشابه عراق بود که نیم پرده پایین‌تر اجرا می‌شد.) همچنین برای این مقام دو شعبه با نام‌های «مخالف» و «مغلوب» برشمرده می‌شد.
حافظ نیز در اشعار خود به این مقام اشاره می‌کند:
| مطربا پرده بگردان و بزن راه عراق |  | که بدین راه بشد یار و ز ما یاد نکرد |

## گوشه
پس از تحول مقام به دستگاه، عراق به صورت یک گوشه در دستگاه ماهور موسیقی ایرانی حفظ شده است. در ماهور، گوشهٔ عراق پس از گوشهٔ شکسته و پیش از گوشه‌های راک اجرا می‌شود. گوشهٔ عراق همچنین در دستگاه‌های راست‌پنج‌گاه و نوا و آواز افشاری قابل اجراست. در افشاری و نوا درجات عراق به صورت «سل - لا - سی کرن - دو - ر - می بمل» اجرا می‌شوند که پایین آوردن نتِ سی تا سی کرن مشخصهٔ آن است.
پیش از اجرای گوشهٔ عراق، گوشهٔ نهیب اجرا می‌شود و پس از آن گوشه‌های محیر و آشورآوند اجرا می‌شوند که حاصل انتقال به درجهٔ چهارم ماهور هستند. بازگشت به نت پایه ماهور با کمک گوشهٔ اصفهانک، حزین، کرشمه یا زنگوله صورت می‌گیرد.

درجات مقام عراق بر اساس رسالهٔ شرفیهٔ صفی‌الدین ارموی. درجهٔ هفتم این گام نت متغیر است.

به گفتهٔ داریوش صفوت، برخی از ردیف‌دانان ایرانی عراق را تا درجهٔ یک آواز ارتقا داده‌اند و آن را به طور مستقل اجرا می‌کنند. آن‌ها در این آواز چند گوشهٔ مشترک از دستگاه‌های نوا، ماهور و راست‌پنج‌گاه (نظیر محیر، آشور، اصفهانک و قرائی) را نیز اجرا می‌کنند.
در موسیقی آذربایجانی گوشهٔ عراق به صورت مستقل نیز اجرا می‌شود. همچنین در موسیقی کشمیر، آسیای میانه و موسیقی اویغورها مقامی به نام عراق وجود دارد که به مقام یا گوشهٔ عراق (به شکلی که در موسیقی ایران برجای مانده) ارتباطی ندارد.

## موسیقی عربی
در موسیقی عربی مقام عراق از ترکیب جنس سه‌گاه و جنس بیاتی به دست می‌آید.